# Andrij Pohrebnjak
Andrij Pohrebnjak ((in ucraino Андрій Погребняк?); 11 febbraio 1988) è uno schermidore ucraino.

## Biografia
Ha conquistato una medaglia di bronzo nei campionati europei di scherma di Kiev del 2008 nella gara di fioretto individuale.

## Palmarès
In carriera ha conseguito i seguenti risultati:
- Europei di scherma

Kiev 2008: bronzo nel fioretto individuale.